# Leichtathletik-Halleneuropameisterschaften 2019/Teilnehmer (Slowenien)
| Gelbes Symbol für Goldmedaillen mit stilisierten Olympischen Ringen | Graues Symbol für Silbermedaillen mit stilisierten Olympischen Ringen | Braundes Symbol für Bronzemedaillen mit stilisierten Olympischen Ringen |
| ------------------------------------------------------------------- | --------------------------------------------------------------------- | ----------------------------------------------------------------------- |
| —                                                                   | —                                                                     | —                                                                       |

Aus Slowenien starteten fünf Athletinnen und drei Athleten bei den Leichtathletik-Halleneuropameisterschaften 2019 in Glasgow.
Agata Zupin konnte an der Hallen-EM nicht teilnehmen, da sie sich nach einer Verletzung noch in der Aufbauphase befand.

## Ergebnisse

### Frauen

#### Laufdisziplinen
| Athletin       | Disziplin | Vorlauf     | Vorlauf | Halbfinale | Halbfinale | Finale             | Finale             |
| Athletin       | Disziplin | Zeit        | Platz   | Zeit       | Platz      | Zeit               | Platz              |
| -------------- | --------- | ----------- | ------- | ---------- | ---------- | ------------------ | ------------------ |
| Maja Mihalinec | 60 m      | 7,28 s SB   | 9       | 7,30 s     | 9          | 7,21 s PB          | 6                  |
| Anita Horvat   | 400 m     | 53,53 s     | 25      | 53,37 s    | 12         | nicht qualifiziert | nicht qualifiziert |
| Maruša Mišmaš  | 1500 m    | 4:09,81 min | 8       | –––        | –––        | nicht qualifiziert | nicht qualifiziert |

#### Sprung/Wurf
| Athletin       | Disziplin      | Qualifikation | Qualifikation | Finale             | Finale             |
| Athletin       | Disziplin      | Höhe          | Platz         | Höhe               | Platz              |
| -------------- | -------------- | ------------- | ------------- | ------------------ | ------------------ |
| Maruša Černjul | Hochsprung     | 1,89 m        | 7             | 1,91 m PB          | 10                 |
| Tina Šutej     | Stabhochsprung | 4,50 m        | 10            | nicht qualifiziert | nicht qualifiziert |

### Männer

#### Laufdisziplinen
| Athlet             | Disziplin   | Vorlauf     | Vorlauf | Halbfinale         | Halbfinale         | Finale             | Finale             |
| Athlet             | Disziplin   | Zeit        | Platz   | Zeit               | Platz              | Zeit               | Platz              |
| ------------------ | ----------- | ----------- | ------- | ------------------ | ------------------ | ------------------ | ------------------ |
| Luka Janežič       | 400 m       | 46,88 s     | 1       | 46,60 s            | 3                  | 46,15 s            | 4                  |
| Žan Rudolf         | 800 m       | 1:51,75 min | 32      | nicht qualifiziert | nicht qualifiziert | nicht qualifiziert | nicht qualifiziert |
| Filip Jakob Demšar | 60 m Hürden | 7,96 s      | 24      | nicht qualifiziert | nicht qualifiziert | nicht qualifiziert | nicht qualifiziert |